# Giải thưởng Nghệ thuật Baeksang cho Nữ diễn viên chính xuất sắc nhất – Phim điện ảnh
Giải thưởng nghệ thuật Baeksang cho nữ diễn viên chính xuất sắc nhất – phim điện ảnh (tiếng Hàn: 백상예술대상 영화부문 여자 최우수 연기상; Romaja: Baeksang yesul daesang yeonghwa bumun yeoja choeusu yeongisang) là giải thưởng được trao hàng năm tại lễ trao giải Baeksang Arts Awards do Ilgan Sports và JTBC tổ chức Thêm vào đó, các chi nhánh của JoongAng Ilbo, thường vào quý 2 hàng năm tại Seoul.

## Kỷ lục về tuổi tác
| Kỷ lục                          | Diễn viên      | Film              | Age (in years) |
| ------------------------------- | -------------- | ----------------- | -------------- |
| Người chiến thắng lớn tuổi nhất | Na Moon-hee    | I Can Speak       | 77 (2018)      |
| Người được đề cử lớn tuổi nhất  | Na Moon-hee    | I Can Speak       | 77 (2018)      |
| Người chiến thắng trẻ tuổi nhất | Shim Eun-kyung | Miss Granny       | 20 (2014)      |
| Người được đề cử trẻ tuổi nhất  | Kim Sae-ron    | A Girl at My Door | 14 (2015)      |

## Giành giải nhiều nhất
| Thắng | Diễn Viên      |
| ----- | -------------- |
| 4     | Jeon Do-yeon   |
| 3     | Kim Ji-mee     |
| 3     | Yoon Jeong-hee |
| 2     | Jeong Yun-hui  |
| 2     | Kang Soo-yeon  |
| 2     | Kim Ja-ok      |
| 2     | Kim Min-hee    |
| 2     | Lee Bo-hee     |
| 2     | Moon Jung-suk  |
| 2     | Uhm Jung-hwa   |
| 2     | Shim Hye-jin   |
| 2     | Son Ye-jin     |
| 2     | Yum Jung-ah    |

## Chiến thắng và đề cử
| ‡ | Người đoạt giải |

### 1960s
| Thắng      | Chiến Thắng Và Đề Cử | Phim                                 | Tên Tiếng Hàn    | Vai |
| ---------- | -------------------- | ------------------------------------ | ---------------- | --- |
| 1966 (2nd) | Moon Jung-suk ‡      | Ode to My Father                     |                  |     |
| 1967 (3rd) | Moon Jung-suk ‡      | Late Autumn                          |                  |     |
| 1968 (4th) | Moon Hee ‡           | Guests Who Arrived on the Last Train | 막차로 온 손님들 |     |
| 1969 (5th) | Kim Ji-mee ‡         | Prince Daewon                        | 대원군           |     |

### 1970s
| Thắng       | Chiến Thắng Và Đề Cử | Phim                         | Tên Tiếng Hàn          | Vai |
| ----------- | -------------------- | ---------------------------- | ---------------------- | --- |
| 1970 (6th)  | Yoon Jeong-hee ‡     | The Old Jar Craftsman        | 독짓는 늙은이          |     |
| 1971 (7th)  | Yoon Jeong-hee ‡     | Affair on the Beach          | 해변의 정사            |     |
| 1972 (8th)  | Ko Eun-ah ‡          | Confession                   | 고백                   |     |
| 1973 (9th)  | Yoon Jeong-hee ‡     | Seoghwachon                  | 석화촌                 |     |
| 1974 (10th) | Kim Ji-mee ‡         | Weed                         | 잡초                   |     |
| 1976 (12th) | Kim Ja-ok ‡          | A Common Woman               | 보통 여자              |     |
| 1977 (13th) | Tae Hyun-sil ‡       | Wife                         | 아내                   |     |
| 1978 (14th) | Kim Yun-gyeong ‡     | The Life of Ok-rye           | 옥례기                 |     |
| 1978 (14th) | Yoon Mi-ra ‡         | Under the Sky With No Mother | 속 엄마 없는 하늘 아래 |     |
| 1979 (15th) | Kim Ja-ok ‡          | Riding a Wooden Horse        | 목마 위의 여자         |     |

### 1980s
| Thắng       | Chiến Thắng Và Đề Cử | Phim                            | Tên Tiếng Hàn             | Vai      |
| ----------- | -------------------- | ------------------------------- | ------------------------- | -------- |
| 1980 (16th) | Yu Ji-in ‡           | I Saw the Wild Ginseng          | 심봤다                    |          |
| 1981 (17th) | Jeong Yun-hui ‡      | The One I Love                  | 사랑하는 사람아           |          |
| 1982 (18th) | Jeong Yun-hui ‡      | Does Cuckoo Cry at Night        | 앵무새의 몸으로 울었다    |          |
| 1983 (19th) | Jung Young-sook ‡    | Temptation                      | 유혹                      |          |
| 1984 (20th) | Won Mi-kyung ‡       | Mulleya Mulleya                 | 여인 잔혹사 물레야 물레야 | Gillye   |
| 1985 (21st) | Lee Mi-sook ‡        | The Winter Of The Year Was Warm | 그해 겨울은 따뜻했네      |          |
| 1986 (22nd) | Lee Bo-hee ‡         | Eoudong                         | 어우동                    | Uhwudong |
| 1987 (23rd) | Kim Ji-mee ‡         | Ticket                          | 티켓                      |          |
| 1988 (24th) | Lee Bo-hee ‡         | You My Rose Mellow              | 접시꽃 당신               | Su-kyung |
| 1989 (25th) | Lee Hye-young ‡      | The Age of Success              | 성공시대                  |          |

### 1990s
| Thắng       | Chiến Thắng Và Đề Cử | Phim                               | Tên Tiếng Hàn                  | Vai          |
| ----------- | -------------------- | ---------------------------------- | ------------------------------ | ------------ |
| 1990 (26th) | Chang Mi-hee ‡       | The Land of Fire                   | 불의 나라                      | Jeong Eun-ha |
| 1991 (27th) | Lee Hye-sook ‡       | Silver Stallion                    | 은마는 오지 않는다             | Eon-rae      |
| 1992 (28th) | Kang Soo-yeon ‡      | The Road to Racetrack              | 경마장 가는 길                 | J            |
| 1993 (29th) | Bae Jong-ok ‡        | Walking Up to Heaven               | 걸어서 하늘까지                | Ji-suk       |
| 1994 (30th) | Choi Jin-sil ‡       | I Wish for What Is Forbidden to Me | 나는 소망한다 내게 금지된 것을 |              |
| 1995 (31st) | Choi Myung-gil ‡     | Rosy Life                          | 장미빛 인생                    | Madam        |
| 1996 (32nd) | Shim Hye-jin ‡       | Go Alone Like Musso's Horn         | 무소의 뿔처럼 혼자서 가라      | Kyung-hye    |
| 1997 (33rd) | Shim Hye-jin ‡       | Green Fish                         | 초록 물고기                    | Mi-ae        |
| 1998 (34th) | Shim Eun-ha ‡        | Christmas in August                | 8월의 크리스마스               | Da-rim       |
| 1999 (35th) | Jeon Do-yeon ‡       | A Promise                          | 약속                           | Chae Hee-ju  |

### 2000s
| Thắng       | Chiến Thắng Và Đề Cử | Phim                        | Tên Tiếng Hàn                | Vai                         |
| ----------- | -------------------- | --------------------------- | ---------------------------- | --------------------------- |
| 2000 (36th) | Kang Soo-yeon ‡      | Rainbow Trout               | 송어                         | Jung-hwa                    |
| 2001 (37th) | Jeon Do-yeon ‡       | I Wish I Had a Wife         | 나도 아내가 있었으면 좋겠다  | Jung Won-ju                 |
| 2002 (38th) | Bae Doona ‡          | Take Care of My Cat         | 고양이를 부탁해              | Yoo Tae-hee                 |
| 2002 (38th) | Lee Young-ae         | Ngày xuân tươi đẹp          | 봄날은 간다                  | Han Eun-soo                 |
| 2002 (38th) | Jang Jin-young       | Sorum                       | 소름                         | Sun-young                   |
| 2002 (38th) | Kim Hee-sun          | Wanee & Junah               | 와니와 준하                  | Wa-ni                       |
| 2003 (39th) | Uhm Jung-hwa ‡       | Marriage is a Crazy Thing   | 결혼은 미친 짓이다           | Yeon-hee                    |
| 2003 (39th) | Moon So-ri           | Oasis                       | 오아시스                     | Han Gong-ju                 |
| 2003 (39th) | Kim Jung-eun         | Cưới nhầm Mafia             | 가문의 영광                  | Jang Jin-kyeong             |
| 2003 (39th) | Yunjin Kim           | Ardor                       | 밀애                         | Mi-heun                     |
| 2004 (40th) | Kim Ha-neul ‡        | Người đẹp nối dối           | 그녀를 믿지 마세요           | Joo Yeong-ju                |
| 2005 (41st) | Kim Hye-soo ‡        | Hypnotized                  | 얼굴없는 미녀                | Ji-su                       |
| 2005 (41st) | Jeon Do-yeon         | My Mother, the Mermaid      | 인어공주                     | Kim Na-young / Jo Yeon-soon |
| 2005 (41st) | Lee Eun-ju           | Bằng chứng ngoại tình       | 주홍글씨                     | Choi Ga-hee                 |
| 2006 (42nd) | Lee Young-ae ‡       | Người đẹp báo thù           | 친절한 금자씨                | Lee Geum-ja                 |
| 2006 (42nd) | Jang Jin-young       | Blue Swallow                | 청연                         | Park Kyung-won              |
| 2006 (42nd) | Jeon Do-yeon         | Em là mặt trời của anh      | 너는 내 운명                 | Eun-ha                      |
| 2006 (42nd) | Kang Hye-jung        | Quy luật hẹn hò             | 연애의 목적                  | Choi Hong                   |
| 2006 (42nd) | Uhm Jung-hwa         | Princess Aurora             | 오로라공주                   | Jung Soon-jung              |
| 2007 (43rd) | Yum Jung-ah ‡        | Vườn xưa                    | 오래된 정원                  | Han Yun-hee                 |
| 2007 (43rd) | Im Soo-jung          | I'm a Cyborg, But That's OK | 싸이보그지만 괜찮아          | Cha Young-goon              |
| 2007 (43rd) | Jang Jin-young       | Between Love and Hate       | 연애, 그 참을 수 없는 가벼움 | Yeon-ah                     |
| 2007 (43rd) | Kim Hye-soo          | Canh bạc nghiệt ngã         | 타짜                         | Madam Jeong                 |
| 2007 (43rd) | Na Moon-hee          | Cruel Winter Blues          | 열혈남아                     | Dae-Sik's mother            |
| 2008 (44th) | Kim Min-hee ‡        | Hellcats                    | 뜨거운 것이 좋아             | Kim Ah-mi                   |
| 2008 (44th) | Im Soo-jung          | Hạnh phúc                   | 행복                         | Eun-hee                     |
| 2008 (44th) | Jeon Do-yeon         | Ánh dương bí mật            | 밀양                         | Lee Shin-ae                 |
| 2008 (44th) | Kim Jung-eun         | Forever the Moment          | 우리 생애 최고의 순간        | Kim Hye-kyeong              |
| 2008 (44th) | Yunjin Kim           | Seven Days                  | 세븐 데이즈                  | Yoo Ji-yeon                 |
| 2009 (45th) | Son Ye-jin ‡         | Vợ tôi đã kết hôn           | 아내가 결혼했다              | Joo In-ah                   |
| 2009 (45th) | Gong Hyo-jin         | Crush and Blush             | 미쓰 홍당무                  | Yang Mi-sook                |
| 2009 (45th) | Kim Hae-sook         | Viva! Love                  | 경축! 우리사랑               | Bong-soon                   |
| 2009 (45th) | Kim Gyu-ri           | Mỹ nhân đồ                  | 미인도                       | Shin Yun-bok                |
| 2009 (45th) | Soo Ae               | Tình yêu thời chiến         | 님은 먼곳에                  | Soon-yi / Sunny             |

### 2010s
| Thắng       | Chiến Thắng Và Đề Cử | Phim                    | Tên Tiếng Hàn                   | Vai                               |
| ----------- | -------------------- | ----------------------- | ------------------------------- | --------------------------------- |
| 2010 (46th) | Ha Ji-won ‡          | Vương tới thiên đường   | 내 사랑 내 곁에                 | Lee Ji-soo                        |
| 2010 (46th) | Choi Kang-hee        | Tạm biệt mẹ yêu         | 애자                            | Park Ae-ja                        |
| 2010 (46th) | Kim Hye-ja           | Mother                  | 마더                            | Mother                            |
| 2010 (46th) | Kim Ok-bin           | Thirst                  | 박쥐                            | Tae-ju                            |
| 2010 (46th) | Seo Woo              | Paju                    | 파주                            | Choi Eun-mo                       |
| 2011 (47th) | Tang Wei ‡           | Thu muộn                | 만추                            | Anna                              |
| 2011 (47th) | Jo Yeo-jeong         | Người hầu               | 방자전                          | Chun-hyang                        |
| 2011 (47th) | Seo Young-hee        | Bước đường cùng         | 김복남 살인사건의 전말          | Kim Bok-nam                       |
| 2011 (47th) | Soo Ae               | Tần số kinh hoàng       | 심야의 FM                       | Ko Sun-young                      |
| 2011 (47th) | Yoon Jeong-hee       | Thi ca                  | 시                              | Yang Mi-ja                        |
| 2012 (48th) | Uhm Jung-hwa ‡       | Dancing Queen           | 댄싱퀸                          | Herself                           |
| 2012 (48th) | Jung Ryeo-won        | Pained                  | 통증                            | Dong-hyun                         |
| 2012 (48th) | Kim Min-hee          | Helpless                | 화차                            | Kang Seon-yeong / Cha Gyeong-seon |
| 2012 (48th) | Shim Eun-kyung       | Sunny                   | 써니                            | Im Na-mi                          |
| 2012 (48th) | Son Ye-jin           | Lời nguyền tình yêu     | 오싹한 연애                     | Kang Yeo-ri                       |
| 2013 (49th) | Kim Min-hee ‡        | Oan gia tình            | 연애의 온도                     | Jang Young                        |
| 2013 (49th) | Han Hyo-joo          | Yêu khẩn cấp            | 반창꼬                          | Mi-soo, doctor                    |
| 2013 (49th) | Im Soo-jung          | Yêu vợ tôi đi           | 내 아내의 모든 것               | Yeon Jung-in                      |
| 2013 (49th) | Jo Min-su            | Pietà                   | 피에타                          | Jang Mi-sun                       |
| 2013 (49th) | Lee Jung-hyun        | Juvenile Offender       | 범죄소년                        | Hyo-Seung                         |
| 2014 (50th) | Shim Eun-kyung ‡     | Ngoại già tuổi đôi mươi | 수상한 그녀                     | Oh Doo-ri                         |
| 2014 (50th) | Jeon Do-yeon         | Way Back Home           | 집으로 가는 길                  | Song Jeong-yeon                   |
| 2014 (50th) | Kim Hee-ae           | Sát nhân học đường      | 우아한 거짓말                   | Hyun-sook                         |
| 2014 (50th) | Moon Jung-hee        | Hide and Seek           | 숨바꼭질                        | Joo-hee                           |
| 2014 (50th) | Uhm Ji-won           | Hy vọng                 | 소원                            | Kim Mi-hee                        |
| 2015 (51st) | Yum Jung-ah ‡        | Cart                    | 카트                            | Sun-hee                           |
| 2015 (51st) | Bae Doona            | A Girl at My Door       | 도희야                          | Lee Young-nam                     |
| 2015 (51st) | Kim Sae-ron          | A Girl at My Door       | 도희야                          | Sun Do-hee                        |
| 2015 (51st) | Shin Min-a           | Gyeongju                | 경주                            | Gong Yoon-hee                     |
| 2015 (51st) | Son Ye-jin           | Hải tặc                 | 해적: 바다로 간 산적            | Yeo-wol                           |
| 2016 (52nd) | Jeon Do-yeon ‡       | Vô cảm                  | 무뢰한                          | Kim Hye-kyung                     |
| 2016 (52nd) | Han Hyo-joo          | The Beauty Inside       | 뷰티인사이드                    | Yi-soo                            |
| 2016 (52nd) | Jun Ji-hyun          | Assassination           | 암살                            | Ahn Ok-yun / Mitsuko              |
| 2016 (52nd) | Kim Hye-soo          | Phố người Hoa           | 차이나타운                      | Ma Woo-hee / Mother               |
| 2016 (52nd) | Lee Jung-hyun        | Alice in Earnestland    | 성실한 나라의 앨리스            | Soo-nam                           |
| 2017 (53rd) | Son Ye-jin ‡         | The Last Princess       | 덕혜옹주                        | Princess Deokhye                  |
| 2017 (53rd) | Kim Min-hee          | The Handmaiden          | 아가씨                          | Lady / Izumi Hideko               |
| 2017 (53rd) | Kim Hye-soo          | Kế hoạch thoát ế        | 굿바이 싱글                     | Go Joo-yeon                       |
| 2017 (53rd) | Youn Yuh-jung        | The Bacchus Lady        | 죽여주는 여자, The Killer Woman | So-Young                          |
| 2017 (53rd) | Han Ye-ri            | Worst Woman             | 최악의 하루                     | Eun-hee                           |
| 2018 (54th) | Na Moon-hee ‡        | Tiếng Anh là chuyện nhỏ | 아이 캔 스피크                  | Na Ok-Bun                         |
| 2018 (54th) | Kim Ok-bin           | The Villainess          | 악녀                            | Sook-hee / Chae Yeon-soo          |
| 2018 (54th) | Kim Tae-ri           | Khu rừng nhỏ            | 리틀 포레스트                   | Hye-won                           |
| 2018 (54th) | Son Ye-jin           | Be with You             | 지금 만나러 갑니다              | Soo-ah                            |
| 2018 (54th) | Choi Hee-seo         | Anarchist from Colony   | 박열                            | Kaneko Fumiko                     |
| 2019 (55th) | Han Ji-min ‡         | Miss Baek               | 미쓰백                          | Baek Sang-ah                      |
| 2019 (55th) | Go Ah-sung           | A Resistance            | 항거:유관순 이야기              | Yu Gwan-sun                       |
| 2019 (55th) | Kim Hyang-gi         | Chứng nhân hoàn hảo     | 증인                            | Ji-woo                            |
| 2019 (55th) | Kim Hye-soo          | Default                 | 국가부도의 날                   | Han Shi-hyeon                     |
| 2019 (55th) | Kim Hee-ae           | Herstory                | 허스토리                        | Moon Jung-sook                    |

### 2020s
| Thắng       | Chiến Thắng Và Đề Cử | Phim                              | Tên Tiếng Hàn       | Vai            |
| ----------- | -------------------- | --------------------------------- | ------------------- | -------------- |
| 2020 (56th) | Jeon Do-yeon ‡       | Birthday                          | 생일                | Soon-nam       |
| 2020 (56th) | Kim So-jin           | Another Child                     | 미성년              | Mi-hee         |
| 2020 (56th) | Kim Hee-ae           | Moonlit Winter                    | 윤희에게            | Yoon-hee       |
| 2020 (56th) | Jung Yu-mi           | Kim Ji-young 1982                 | 82년생 김지영       | Kim Ji-young   |
| 2020 (56th) | Cho Yeo-jeong        | Ký sinh trùng                     | 기생충              | Mrs. Park      |
| 2021 (57th) | Jeon Jong-seo‡       | The Call                          | 콜                  | Oh Young-sook  |
| 2021 (57th) | Go Ah-sung           | Samjin Company English Class      | 삼진그룹 영어토익반 | Lee Ja-yeong   |
| 2021 (57th) | Kim Hye-soo          | Di nguyện bí ẩn                   | 내가 죽던 날        | Hyeon-soo      |
| 2021 (57th) | Moon So-ri           | Three Sisters                     | 세 자매             | Mi-yeon        |
| 2021 (57th) | Ye Soo-jung          | An Old Lady                       | 69세                | Shim Hyo‑jeong |
| 2022 (58th) | Lee Hye-young ‡      | In Front of Your Face             | 당신 얼굴 앞에서    | Sang-ok        |
| 2022 (58th) | Go Doo-shim          | Everglow                          | 빛나는 순간         | Jin-ok         |
| 2022 (58th) | Park So-dam          | Quái xế giao hàng                 | 특송                | Eun-ha         |
| 2022 (58th) | Im Yoon-ah           | Miracle: Letters to the President | 기적                | Song Ra-hee    |
| 2022 (58th) | Jeon Jong-seo        | Romance Without Love              | 연애 빠진 로맨스    | Ja-young       |